# Coleophora ogmotona
Coleophora ogmotona é uma espécie de mariposa do gênero Coleophora pertencente à família Coleophoridae.